# Minimundus

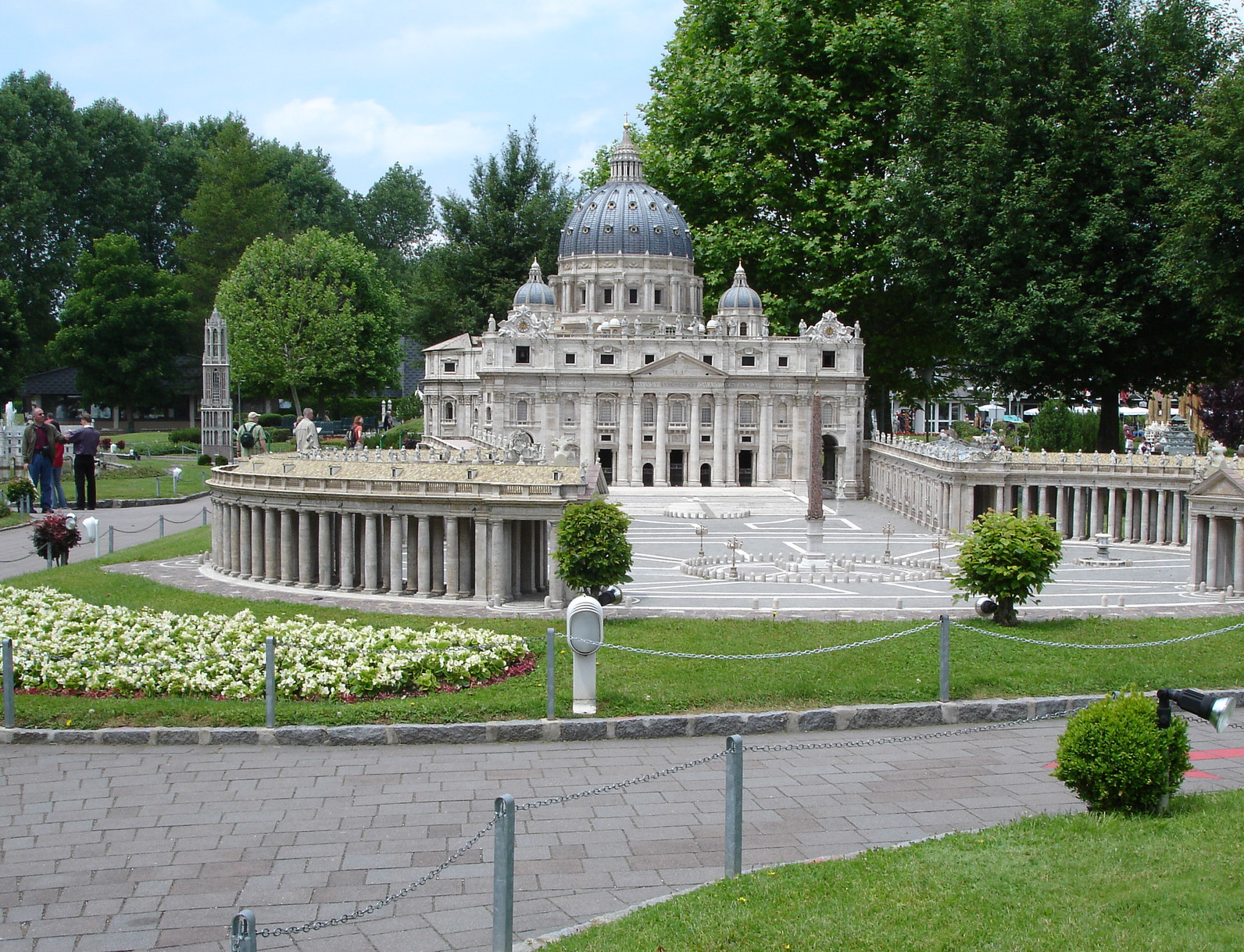
Modelo de la Basílica de San Pedro

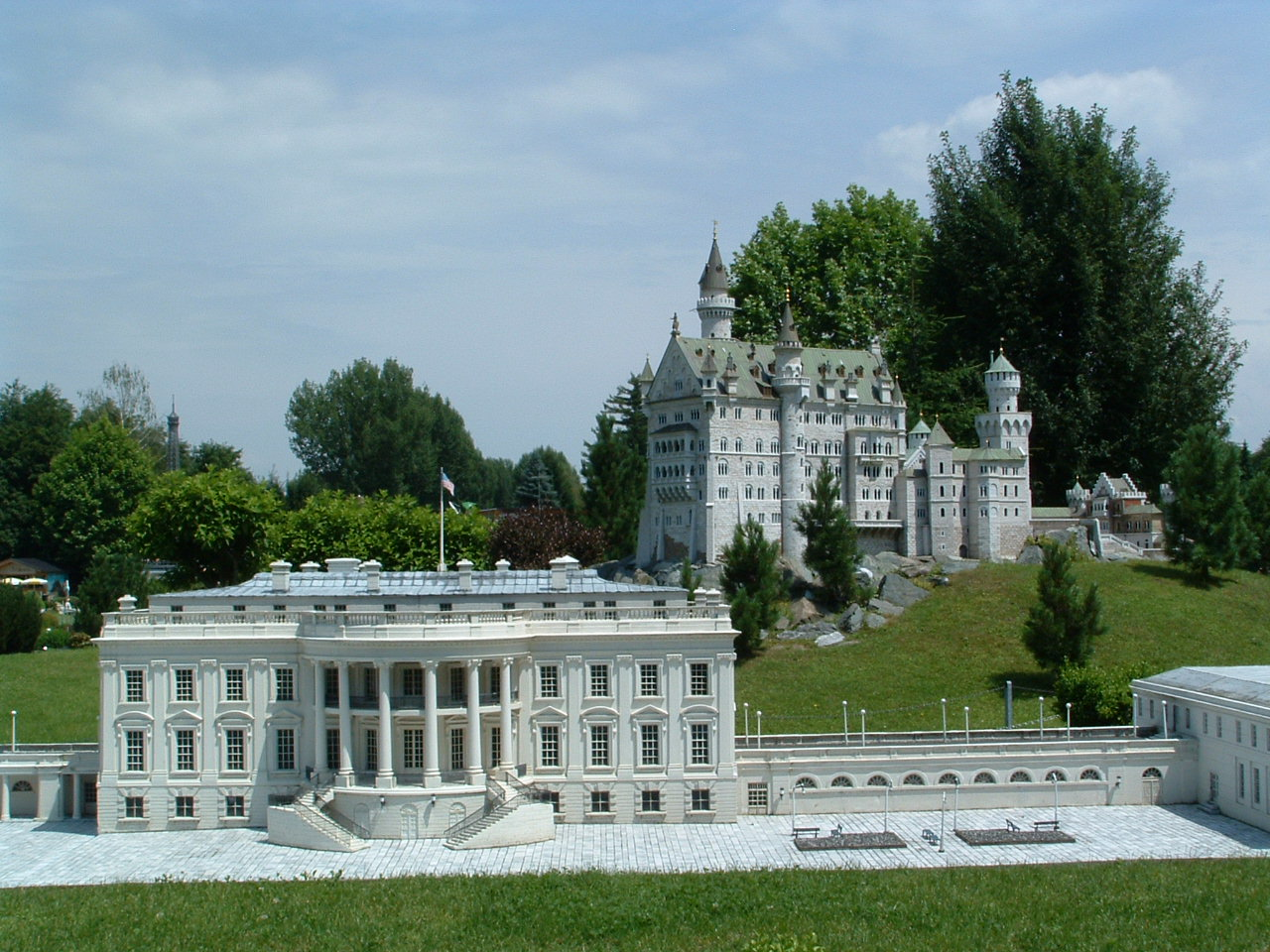
Modelos de la Casa Blanca y el de Neuschwanstein

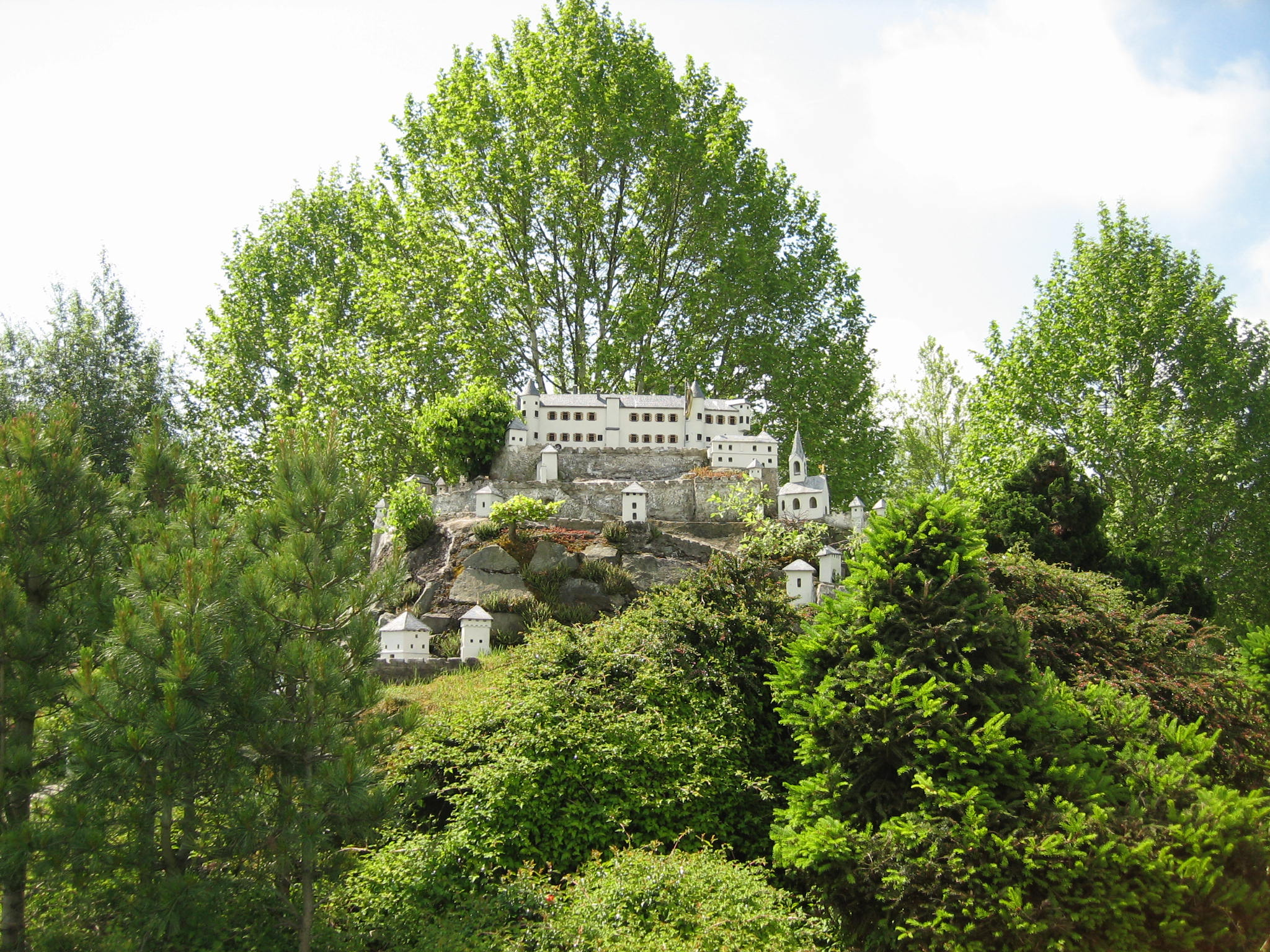
Modelo del Castillo Hochosterwitz

Minimundus es un parque en miniatura en el Wörthersee en Klagenfurt en Carintia , Austria. Exhibe más de 150 modelos en miniatura de la arquitectura de todo el mundo, construido en una proporción de 1:25.
Desde su inauguración en 1958, más de 15 millones de visitantes han visitado el parque de 26 000 metros cuadrados. Las ganancias benefician a los niños ayuda la organización Rettet das Kind ("Save the Children"), que posee el parque.
Una pequeña selección de los modelos:
- Estatua de la Libertad
- Basílica de San Pedro
- Torre CN
- Torre Eiffel
- Castillo Hochosterwitz en Austria
- Sydney Opera House
- Torre de Londres
- Casa Blanca
- Taj Mahal
- Atomium
- Muchos trenes de Europa
- El transbordador espacial y su plataforma de lanzamiento

La mayoría de los modelos son transportables y se trasladaron a otras zonas durante el invierno fuera de temporada.